# Ploiești West Park
Ploiești West Park este un parc logistic din România. Ploiești West Park desfășoară activități logistice, oferind și clădiri de birouri, de cercetare și retail.
Parcul va desfășura și activități industriale (în special industria petrolului și a gazelor naturale).
Proiectul a fost lansat în iulie 2009 și urmează să aibă la finalizare o suprafață totală de 220 de hectare, iar investiția totală este estimată la 750 de milioane de euro.
Ploiești West Park este situat la 10 km de Ploiești și este dezvoltat de grupul belgian Alinso împreună cu omul de afaceri român Petrică Ușurelu, proprietarul grupului Piritex.
Este cel mai mare parc industrial din Europa de Est.
Într-o a doua fază, vor fi construite hoteluri și restaurante.
Structurat pe cinci faze, proiectul se va întinde pe șapte ani și va duce la apariția a 20.000 locuri de muncă.
În cadrul Ploiești West Park activează furnizorul american de echipamente și servicii pentru industria de petrol și gaze Lufkin Industries precum și producătorul britanic de bunuri de larg consum Unilever.
Prima clădire destinată activităților logistice din cadrul parcului a fost inaugurată la data de 19 mai 2010, fiind luată în primire de Unilever.